# Nessos

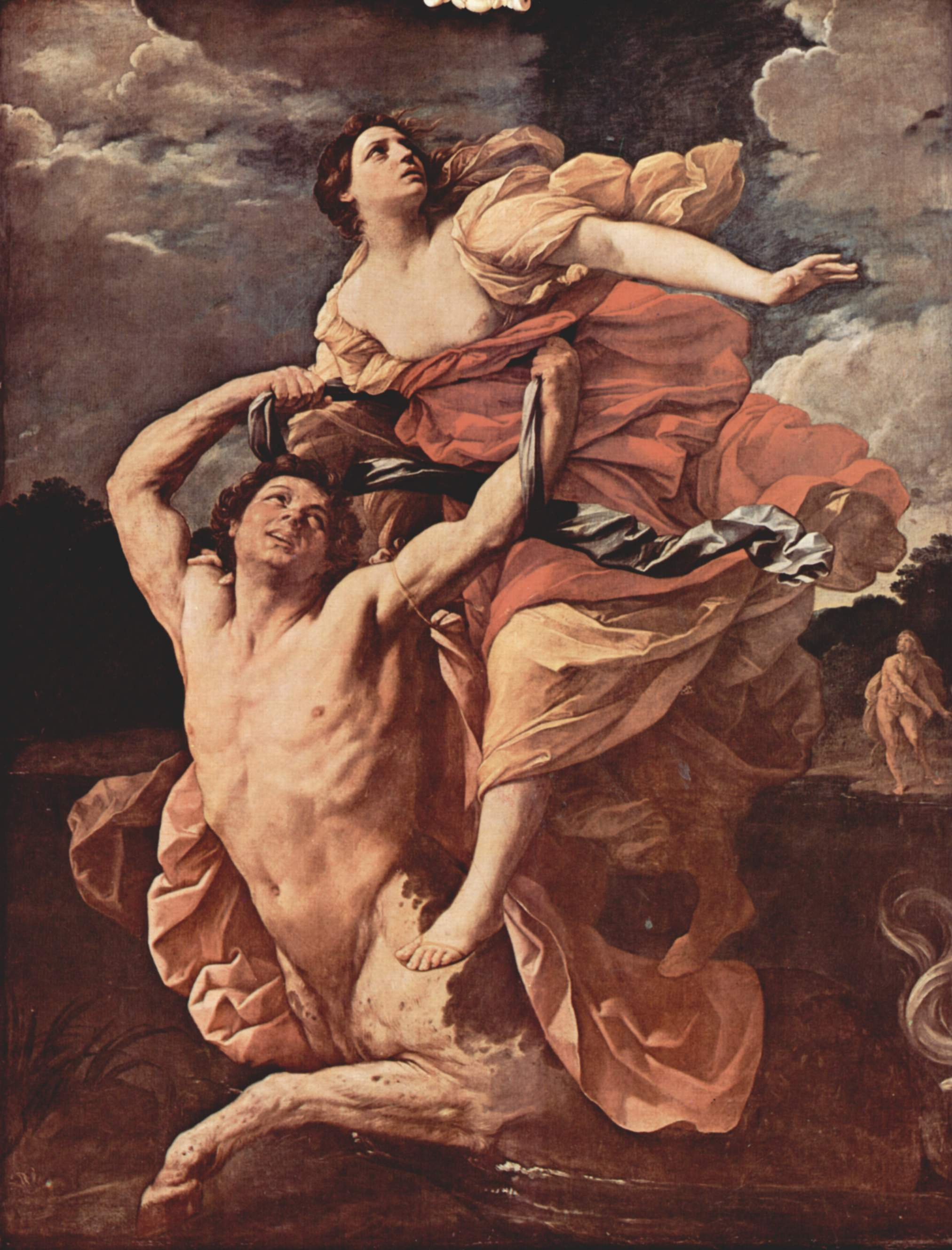
Guido Reni, Únos Déianeiry, 1620–1621.

Nessos (řecky Νέσσος, latinsky Nessus) je v řecké mytologii jedním z Kentaurů, napůl mužů a napůl koní.
Nežil v lesích jako jeho druhové, ale u řeky Euénu v Aitólii. Tam přenášel pocestné přes vodu z břehu na břeh, protože přes řeku nebyl most.
Jeho posledním zákazníkem se stal velký hrdina Héraklés, který se vracel na svůj hrad Tíryns po svatbě s druhou manželkou Déianeirou. Když ji v polovině brodu začal Nessos obtěžovat a měl zřejmě v úmyslu ji unést, Héraklés to zpozoroval a zastřelil ho šípem otráveným žlučí Hydry. Nessos z posledních sil poradil Déianeiře, aby si nabrala jeho krev a kdyby ji někdy v budoucnu přestal její manžel milovat, ať mu krví potře část oděvu a láska se
spolehlivě vrátí. Poté zemřel.
Uplynul čas a Héraklés se zahleděl do krásky jménem Iola. Jakmile se to Déianeira dozvěděla, potřela Nessovou krví plášť a jakmile se látka dotkla Héraklova těla, dostal hrozné bolesti a nebylo od nich pomoci. Nechal se spálit na hranici, z níž ho nejvyšší bůh Zeus vyzdvihl k sobě na Olymp a daroval mu nesmrtelnost.
Déianeira spáchala sebevraždu hned poté, co pochopila, že svého manžela zahubila otrávenou krví Kentaura Nessa.

## Odraz v umění
Nessos byl mnohokrát zobrazen antickými i novodobými umělci. Nejznámější díla jsou:
- socha Héraklés a Nessos (asi z 3.–2. stol. př. n. l., dnes ve Florencii)
- tamtéž je socha Giovanna da Bologna z let 1544–1599
- obraz Únos Déianeiry od Jacopa Belliniho z konce 15. stol. (v benátském Dožecím paláci)
- obraz Únos Déianeiry od Guida Reniho z roku 1620–1621 (v muzeu Louvre), varianta kompozice je v Obrazárně Pražského hradu
- Nessos a Déianeira od Petra Paula Rubense (je v petrohradské Ermitáži)

- Nessos se stal u Římanů patronem převozníků a jeho podobizny často zdobily přídě lodí.